# Кезьминка
Кезьминка — посёлок в Кирсановском районе Тамбовской области России. Входит в состав Марьинского сельсовета.

## География
Посёлок находится в восточной части Тамбовской области, в лесостепной зоне, в пределах Окско-Донской равнины, к югу от реки Вороны, на расстоянии примерно 6 километров (по прямой) к юго-юго-западу (SSW) от города Кирсанова, административного центра района. Абсолютная высота — 124 метра над уровнем моря.
Часовой пояс
Посёлок Кезьминка, как и вся Тамбовская область, находится в часовой зоне МСК (московское время). Смещение применяемого времени относительно UTC составляет +3:00.

## История
Основана в 1920 году. По данным 1926 года имелось 31 хозяйство и проживало 210 человек (111 мужчин и 99 женщин). В административном отношении деревня входила в состав Градско-Уметской волости Кирсановского уезда Тамбовской губернии.

## Население
| 2010 |
| ---- |
| 8    |

Половой состав
По данным Всероссийской переписи населения 2010 года в гендерной структуре населения мужчины составляли 62,5 %, женщины — соответственно 37,5 %.
Национальный состав
Согласно результатам переписи 2002 года, в национальной структуре населения русские составляли 100 % из 14 чел.

## Улицы
Уличная сеть посёлка состоит из одной улицы (ул. Степная).